# Phrynobatrachus bequaerti
Phrynobatrachus bequaerti là một loài ếch trong họ Petropedetidae.
Loài này có ở Burundi, Cộng hòa Dân chủ Congo, Rwanda, và có thể cả Uganda.
Các môi trường sống tự nhiên của chúng là các khu rừng vùng núi ẩm nhiệt đới hoặc cận nhiệt đới, đồng cỏ ở cao nhiệt đới hoặc cận nhiệt đới, đất ngập nước với cây bụi là chủ yếu, đầm nước, và đầm nước ngọt. Loài này đang bị đe dọa do mất môi trường sống.